# Make Mine Music
Make Mine Music este un film de animație din 1946, produs de Walt Disney Feature Animation și lansat inițial la de către Walt Disney Pictures.